# Попов, Сергей Николаевич (скульптор)
Сергей Николаевич Попов (11 сентября 1897, Новочеркасск — 16 апреля 1977, Москва) — советский скульптор. Работал в станковой и монументальной скульптуре, мастер портретов. Автор памятника М. И. Калинину в Твери и памятника В. И. Ленину в Шахтах.

## Биография

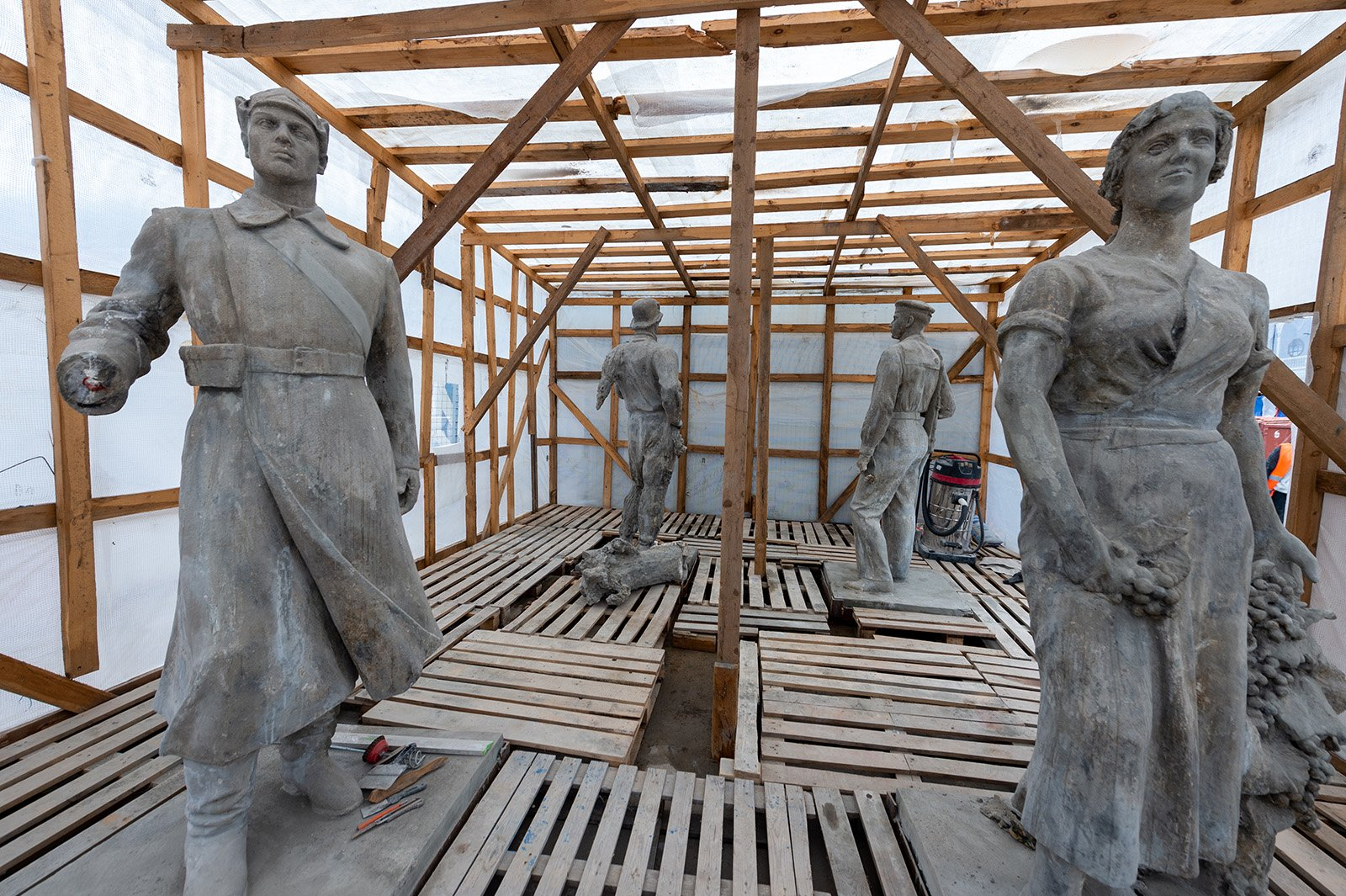
«Красноармеец» (слева) во время реставрации

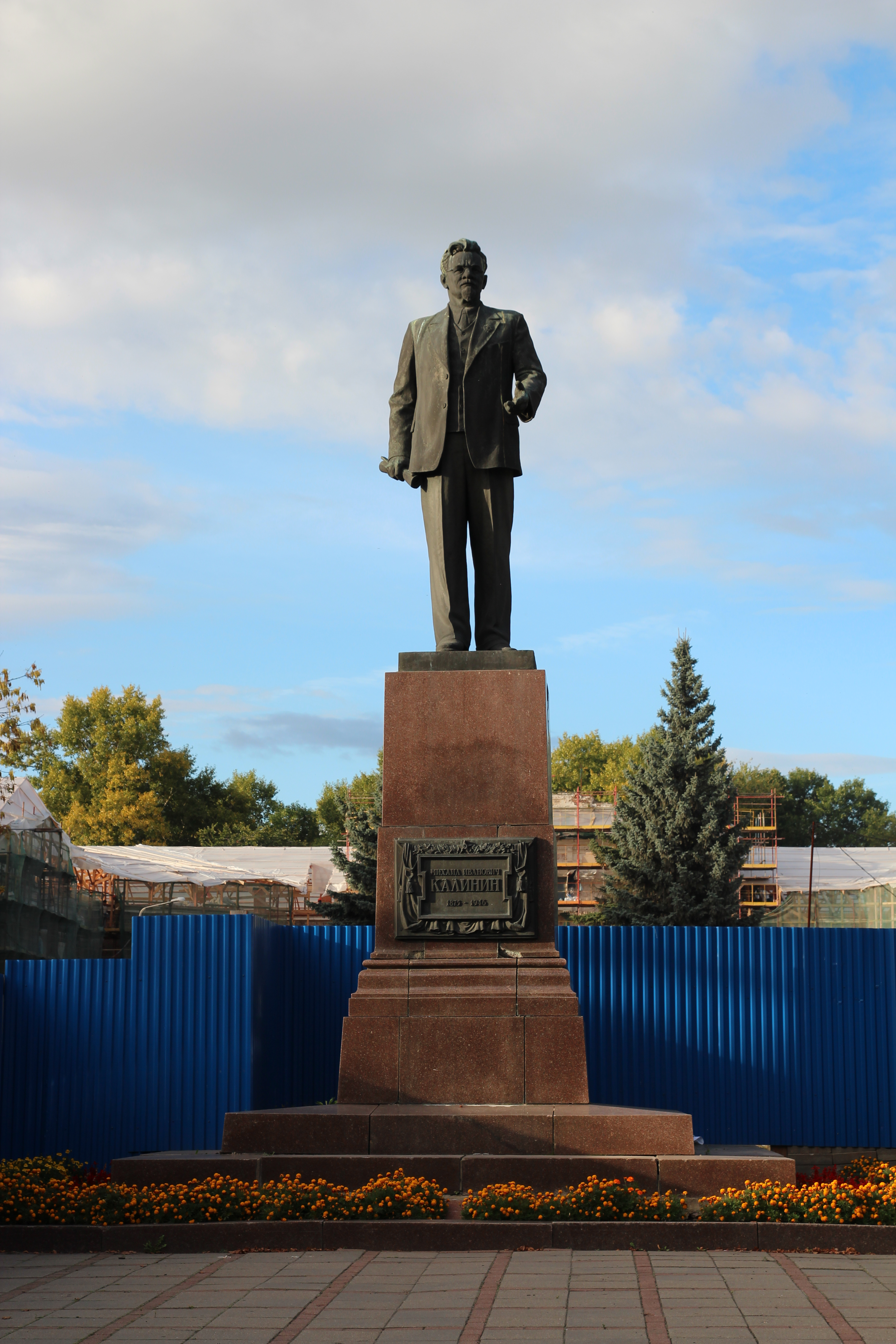
Памятник М. И. Калинину в Твери

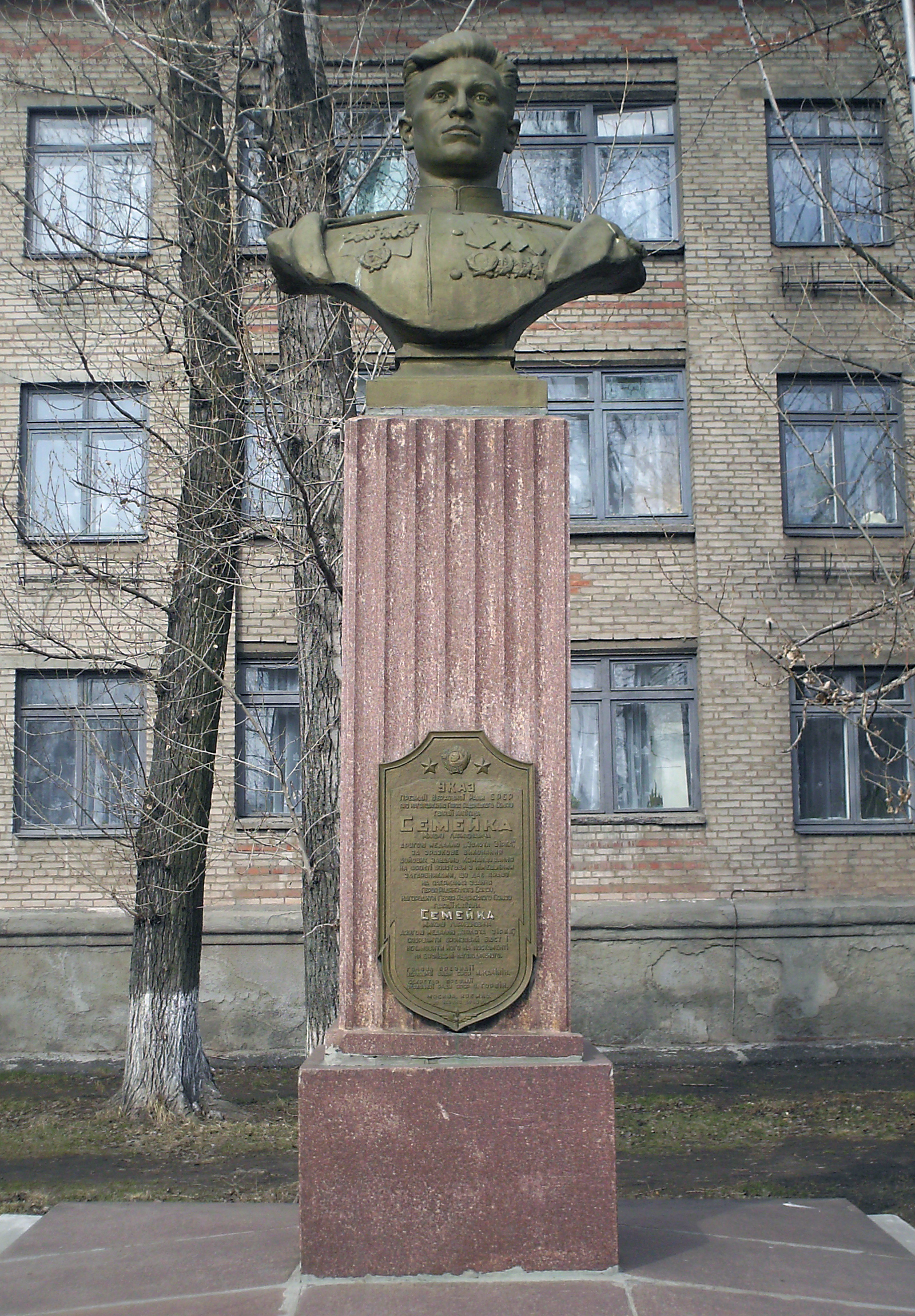
Бюст Н. И. Семейко в Славянске

Сергей Попов родился 11 сентября 1897 года в Новочеркасске в семье железнодорожного рабочего. В 1905—1915 годах учился в реальных училищах Новочеркасска (ныне средняя школа № 1) и Воронежа. Работал на стройке. В 1917 году окончил школу прапорщиков. С 1918 по 1923 год служил в Красной армии. В 1919 году стел комиссаром по военным делам Тульской губернии. В 1920 году стал помощником тульского губернского военкома в городе Новосиле. В 1923—1928 годах работал в Тульском губернском совете физкультуры при Тульском исполкоме. В 1928 году поступил на высшие курсы АХР, учился под руководством И. М. Чайкова. В 1929 году впервые принял участие в выставке АХР. В 1930 году поступил в московский Вхутеин, где учился у В. И. Мухиной. В том же году перевёлся в ленинградский Институт пролетарского изобразительного искусства на скульптурный факультет. Учился у А. Т. Матвеева. В 1932 году окончил институт и вернулся в Тулу. В 1933 году переехал в Москву и вступил в Московскую организацию Союза художников РСФСР.
В 1943 году принимал участие в создании московского Художественного фонда. До 1946 года был его директором. В 1948—1953 годах был заместителем председателя МТХ по скульптуре. Неоднократно избирался председателем ревизионной комиссии Московской организации союза художников.
Жил и работал в Москве. Умер 16 апреля 1977 года после тяжёлой болезни. Похоронен на Ваганьковском кладбище (участок 16).

## Творчество
В 1930-х годах нередко брался за выполнение парадных скульптур, но в то же время «для себя» создавал портреты современников. В 1932 году работал в Туле над барельефом на здании глазной больницы. В 1934 году работал над монументом «Труд и оборона» в Туле (совместно с М. Ф. Листопадом и А. И. Тенетой). В 1935—1936 годах работал над памятником В. И. Ленину в городе Шахты (совместно с М. Ф. Листопадом). Копия этого памятника была в 1938 году была установлена в центре Тамбова. Копии скульптуры Ленина изготавливались в железобетоне мастерскими ЦПКиО им. Горького (высота 2,33 м, плинт 0,8×0,8 м). В 1936 году выполнил трёхфигурную группу «Будь готов», предназначавшуюся для парковых фонтанов, которую скульптор описал так: «Салютующий пионер держит в левой руке знамя как знак борьбы и побед, вторая фигура — пионер, призывающий горнист и третья фигура — пионерка, пускающая авиамодель — подчёркивает круг мыслей и занятий, которыми живет наша пионерия». В 1937 году выполнил скульптуру «Красноармеец», установленную на крыше Северного речного вокзала в Москве.
В портретных работах «Старость» (1937) и «Портрет старой женщины» (1939) скульптору удалось передать тонкие психологические нюансы образа, скрытые за старческими морщинами. В работах 1938 года «Комсомолец» и «Комсомолка», «Калмык» и «Калмычка», «Монгол» и «Монголка» заметно влияние школы А. Т. Матвеева: целостность и гармоничность формы, чётко проработанные детали лиц. В этих портретах, как и в работе «Валерка» (1939) проявляется романтика революционного поколения. В начале 1940-х годов к Сергею Попову периодически приходил позировать скульптор Леонид Шервуд. В его портрете Попов стремился изобразить всю противоречивость личности скульптора. Портрет симметричен в профиль и асимметричен в фас. Попов постарался изобразить каждую морщинку и жилу портретируемого.
В большинства портретов Попов изображал только голову. В портрет же лётчика В. Л. Мельникова (1940—1942) вошли голова и грудь с двумя орденами Боевого Красного Знамени. Героизм лётчика подчёркивается не внешними атрибутами, а прежде всего его взглядом и глубокими морщинами.
Детским портретам Сергея Попова «Голова юноши (Карлуша)» и «Юность. Портрет сына», выполненным в 1945 году, присуща серьёзность и самоуглублённость. В выполненном из мрамора портрете сына мягкие кудри и нежные черты лица контрастируют с шубой, почти не тронутой резцом.
В 1945 году выполнил портрет художника Ф. А. Модорову. Голова изображена в повороте почти в профиль. Детали портрета огрублены: чуб, густые брови, глубоко посаженные глаза, смотрящие немного вниз, крупный нос, полные губы, выпуклый подбородок. Уголки губ опущены, шея напряжена, галстук сбит в сторону. В портрете знатного сталевара завода «Серп и молот» С. В. Чеснокова нашли воплощение обобщённые черты стахановцев.
После войны работал над проектами памятников адмиралу Ф. Ф. Ушакову в Севастополе и маршалу Б. М. Шапошникову в Москве. По заказу выполнил бюсты дважды Героев Советского Союза С. Ф. Шутова (1946), А. П. Шилина (1947) и Н. И. Семейко (1948), установленные на их родине. Несмотря на обязательные для таких работ требования к парадности, скульптор передал в них черты простых людей.
В 1945 году в соавторстве с Г. А. Шульцем выполнил новый памятник В. И. Ленину для города Шахты, взамен утраченного во время войны. Открытие памятника состоялось в 1948 году. В новом памятнике, в отличие от довоенного, правая рука опущена вниз, а не поднята в призывающем жесте.
В 1955 году в Калинине (ныне Тверь) был открыт памятник М. И. Калинину, выполненный С. Н. Поповым совместно с архитектором Л. Н. Кулагой. «Всесоюзный староста» изображён в полный рост в момент обращения к народу.
В 1961—1963 годах работал над портретом «Маришка». Его моделью была тринадцатилетняя девочка, выглядевшая старше своих лет. У неё правильные черты лица, волнистые волосы, сомкнутые губы, изящная шея, взгляд опущен вниз. В этом портрете скульптор передаёт зарождение женственности.
В портрете А. М. Горького, выполненном в 1961—1963 годах, скульптор запечатлел драматический образ писателя. В пластике лица чувствуется пессимизм, скрывающийся за энергией писателя и его физической крепостью.
В портрете В. И. Ленина, выполненном в две натуры в конце 1960-х — начале 1970-х, сочетается монументальность и динамичность. В нём сочетаются черты мыслителя и тактика, но нет привычного образа вождя. Этот портрет экспонировался на выставке московских скульпторов 1976 года.
Сергей Попов часто выполнял портреты членов семьи, друзей и близких. Среди них биолог Н. А. Слёзкин. В его портрете скульптор запечатлел доброе усталое лицо с морщинками вокруг глаз. В портрете архитектора С. И. Кучанова автор смог передать скрытые глубоко внутри душевные переживания. В портрете актёра М. П. Болдумана скульптор продемонстрировал хорошее владение пространственной композицией. Немного сбитый в сторону галстук, поворот головы и направление взгляда передают ощущение неустойчивого покоя артиста.
Одной из главных работ Сергея Попова была скульптура «Конница», над которой он трудился на протяжении почти всей творческой жизни. В ней нашла воплощение вера скульптора идеалы революции и гражданской войны. Композиция включает девять всадников. Ось движения скульптуры направлена от трубача к первому всаднику, оторвавшемуся от земли. Центральный элемент скульптуры — революционное знамя. Эта скульптура экспонировалась на Всесоюзной выставке 1946 года.
В 1989—1990 годах в Москве состоялась персональная выставка работ С. Н. Попова. Его скульптуры находятся в собрании Государственной Третьяковской галереи и других музеев.

## Семья
В 1923 году Сергей Попов женился на Н. А. Калашниковой. У них родилось трое детей.
В 1937 году был репрессирован брат скульптора, Иван Попов, и его сестра. После этого Сергей Попов взял на воспитание их детей.

## Награды и звания
- Почётный гражданин Новосиля (1967) — за активное участие в общественной жизни города в годы становления Советской власти[2]
- Медаль «За оборону Москвы» (1946)[2]
- Медаль «За доблестный труд в Великой Отечественной войне 1941—1945 гг.» (1946)[2]
- Юбилейная медаль «Тридцать лет Победы в Великой Отечественной войне 1941—1945 гг.» (1975)[2]